# Меццольдо
Меццольдо (італ. Mezzoldo) — муніципалітет в Італії, у регіоні Ломбардія,  провінція Бергамо.
Меццольдо розташоване на відстані близько 510 км на північний захід від Рима, 75 км на північний схід від Мілана, 36 км на північ від Бергамо.
Населення — 176 осіб (2014).

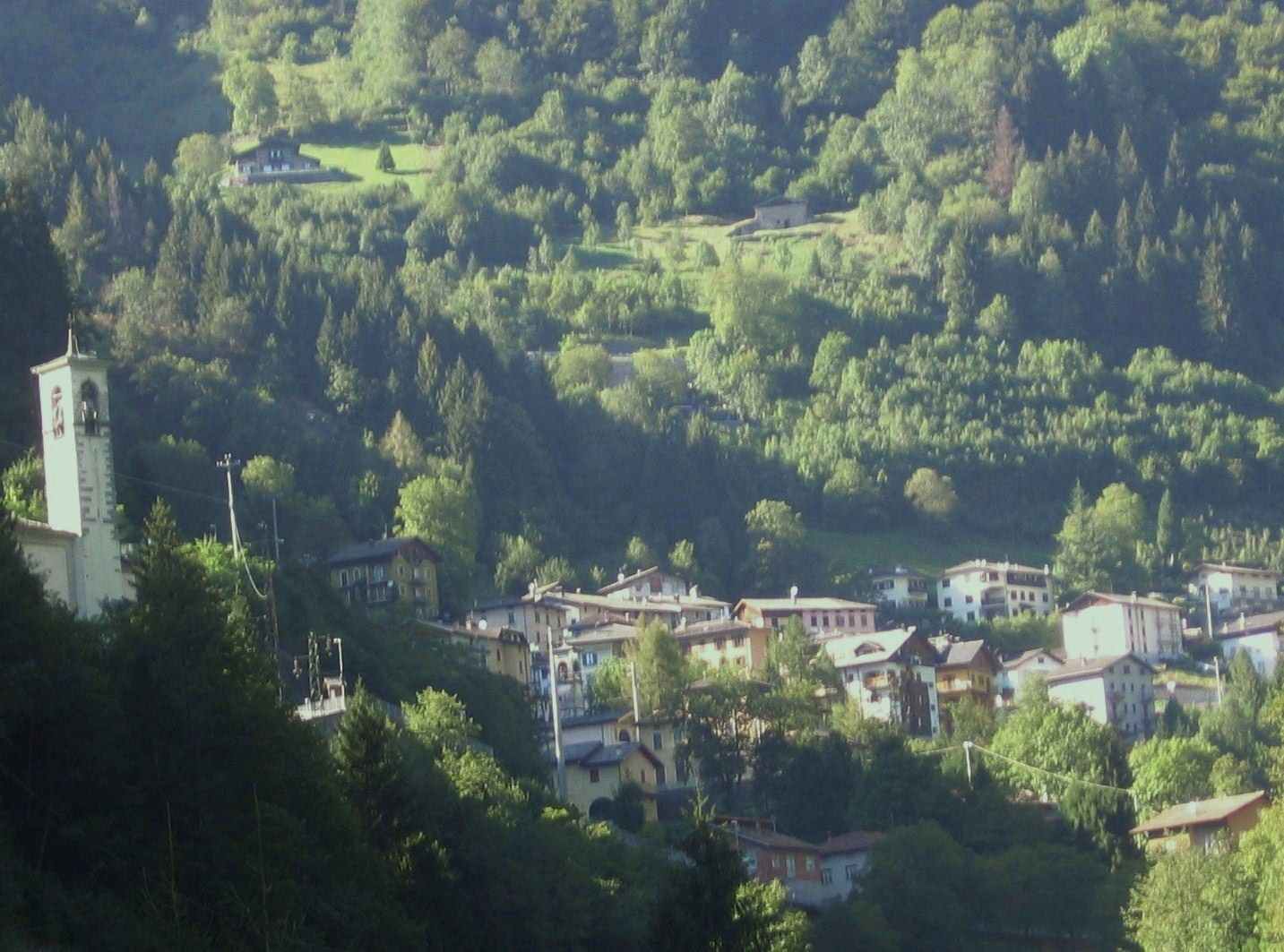

Щорічний фестиваль відбувається 24 червня. Покровитель — святий Іван Хреститель.

## Демографія
Населення за роками:

Станом на 1 січня 2023 року в муніципалітеті офіційно проживали 2 іноземці з 2 країн.

## Сусідні муніципалітети
- Альбаредо-пер-Сан-Марко
- Аверара
- Ольмо-аль-Брембо
- П'яццаторре
- П'яццоло
- Тартано
- Валлеве